# Hedmark
Hedmark (uit het Oudnoors Heið en mork, de bosgrond van de heiden) was tot en met 2019 een fylke van Noorwegen waar 4,2% van de Noorse bevolking woonde. Vanaf 1 januari 2020 is Hedmark gefuseerd met Oppland tot de nieuwe provincie Innlandet.
Hedmark telde 22 gemeenten (2 stadsgemeenten) en grenst in het noorden aan Trøndelag, in het westen Oppland en Akershus in het zuiden. Ten oosten van Hedmark lagen de Zweedse provincies Dalarna en Värmland.
Hedmark lag in het noordoostelijke deel van Østlandet, het zuidoostelijke deel van Noorwegen. Femund en Mjøsa waren de grootste meren, terwijl ook de rivier Glomma door deze provincie stroomde. Traditioneel gezien was Hedmark ingedeeld in Hedemarken ten oosten van Mjøsa, Østerdalen ten noorden van Elverum en Glåmdalen, ten zuiden van Elverum. Hedmark had geen kustlijn.
Deze provincie had de grootste hoeveelheid landbouw qua oppervlak, terwijl meer dan de helft van haar oppervlakte, met name Finnskogen, uit bos bestond. De industrie was hoofdzakelijk bij Mjøsa gelegen, met uitzondering van de houtbewerkingsindustrie, die voor alle delen van de provincie van belang is. De Olympische winterspelen van 1994 bracht naast een grote uitbreiding van de serviceindustrie, een vernieuwing van de infrastructuur met zich mee.
Per 1 januari 2020 werd Hedmark opgeheven als provincie en ging samen met Oppland op in de nieuwe provincie Innlandet. Voor de verkiezingen van het Noorse parlement blijft de oude provincie nog wel bestaan als kiesdistrict.

## Geschiedenis
Vanaf 1781, toen Hedemarkens Amt werd gescheiden van Oplandenes Amt is Hedmark een eigen provincie.
Archeologische bewijzen van nederzettingen van de steentijd zijn overal in de provincie gevonden. Rotstekeningen van elanden zijn bij de Mjøsa, Ringsaker gevonden. De oudste vondst van de bronstijd in Noorwegen vond plaats te Nes. Vondsten uit de ijzertijd zijn in de gehele provincie gedaan, in het bijzonder van de Vikingtijd.
Er zijn graven gevonden, in tijd verspreid vanaf de bronstijd tot aan de christelijke tijd. Volgens de Ynglingesaga was Solør een machtig koninkrijk tussen 300 en 800. In de vroege vikingtijd, voor Harald Veelhaar, was Hedmark een van de kleine koninkrijkjes.
In het gebied rondom Hamar kwam een stadachtig structuur tot stand met markt, wetgevingsplaats en tempel te Åker te Vang rond 500. In de loop van de Vikingtijd werd dit centrum verplaatst naar het nes in Mjøsa waar later een domkerk gebouwd zou worden (domkirkeodden). Hier werd ook de zetel van de bisschop geplaatst vanaf 1152. Men vermoedt dat er rondom 1050 hier munten werden geslagen. De Zwarte dood eiste veel levens hier, en vlak voor de reformatie werd Hamar opgeheven als markt. Tijdens de reformatie in 1536 werd de zetel van de bisschop opgeheven.
Belangrijke slagen tussen Duitse en Noorse militairen vonden plaats bij Midtskogen gård en Kongsvinger in april 1940. Duitse bommenwerpers verwoestten Elverum totaal in april 1940.

## Geografie & topografie
De belangrijkste steden in de provincie waren Hamar (stad vanaf ongeveer 1000) en Kongsvinger vanaf 1854.
Naaldbomen kwamen veel in de bossen voor. De Eurasiatische taiga begon in deze provincie, in het gebied tussen Hamar en Elverum. Het loopt door naar Sysslebäck en Malung in Zweden, de Oostzee, door Finland en Rusland naar de Stille oceaan.
De grens tussen Oppland en Hedmark werd getrokken dwars over haar hoogste berg, het Rondeslottet. Op dezelfde manier wordt Mjøsa, het grootste meer van Noorwegen, tussen de provincies gedeeld.
Het grootste gedeelte van de provincie viel in het laagland, ook al vinden we berggebieden in het noordelijke deel, zoals Rondane en Sylene. Vanaf de Sylen was er over het algemeen hoogvlakte langs de Zweedse grens tot aan Grue en Kongsvinger in de landstreek Finnskogen.

## Natuur
- Rivieren: Folla, Glomma, Trysilelva.
- Meren: Aursunden, Femunden, Mjøsa, Storsjøen.
- Bergen: Rondeslottet (2,178m), Store Sølnkletten (1,827m), Gravskarhøgda (1,767m), Rendalssølen (1,755m), Tyldalstoppen (1,653m), Elgspiggen (1,604m), Nordre Sålekinna (1,595m), Elgåhogna (1,459m), Tverrfjellet (1,209m), Tuva (1,090m), Himmelkampen (1,060m).

### Natuurparken
- Nationaal park Femundsmarka, opgericht 1971, 573 km² gedeeld door Hedmark en Sør-Trøndelag
- Nationaal park Gutulia, opgericht 1968, 23 km²
- Nationaal park Rondane, opgericht 1962, 963 km²

## Dedistrictenvan Hedmark
- Fjell district (Berg)

Alvdal, Folldal, Os, Rendalen, Røros, Stor-Elvdal, Tolga en Tynset.
- Sør-Østerdal district

Elverum, Engerdal, Trysil en Åmot.
- Hamar district

Hamar, Løten, Ringsaker, Stange .
- Glåmdalen

Eidskog en Kongsvinger.
- Odal

Nord-Odal en Sør-Odal.
- Solør

Grue, Våler en Åsnes.

## De gemeenten in Hedmark

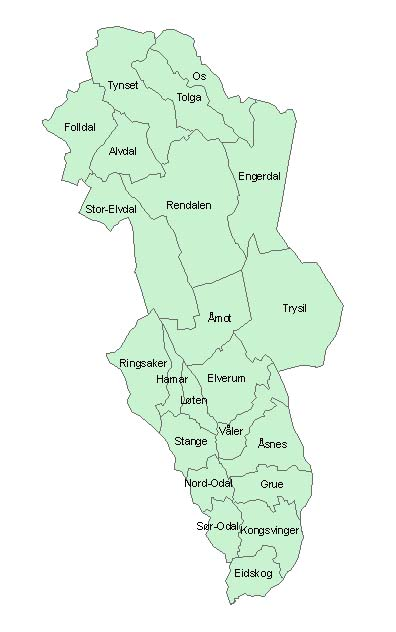
gemeenten in Hedmark

- Alvdal
- Eidskog
- Elverum
- Engerdal
- Folldal
- Grue
- Hamar
- Kongsvinger
- Løten
- Nord-Odal
- Os
- Rendalen
- Ringsaker
- Stange
- Stor-Elvdal
- Sør-Odal
- Tolga
- Trysil
- Tynset
- Våler
- Åmot
- Åsnes

## Sport
Bij de Olympische Winterspelen 1994 in Lillehammer, werden een aantal onderdelen, waaronder het schaatsen in Hamar, georganiseerd in Hedmark.

## Bekende mensen
- Bjørnstjerne Bjørnson, auteur
- Bjørn Dæhlie, skiër
- Knut Faldbakken, auteur
- Kirsten Flagstad (1895–1962), operazangeres
- Edvard Munch (1863–1944), schilder, geboren te Løten
- Odvar Nordli, politicus, premier

## Het wapen
Het wapen bestond uit drie zilveren gereedschappen die voor het ontbasten van boomstammen werden gebruikt op een groene achtergrond. De kleuren en gereedschappen symboliseerden twee factoren die van groot belang waren voor Hedmark, namelijk bosbouw en bossen. Hedmark was de Noorse provincie waarvoor de bosbouw het belangrijkst is. Het wapen werd goedgekeurd bij Koninklijk Besluit op 6 februari 1987.

## De provinciale bloem

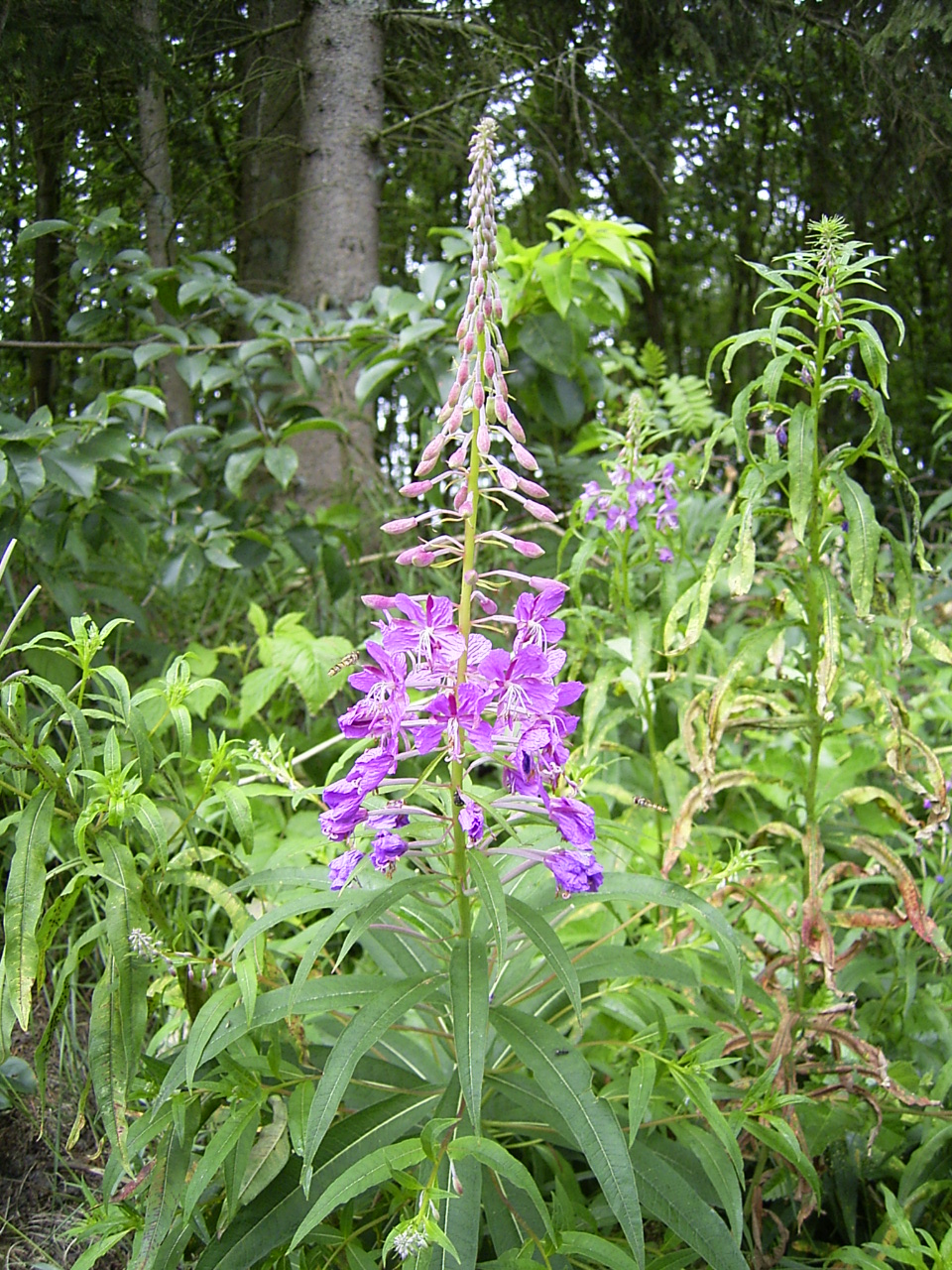
Provincie-bloem Hedmark

Wilgenroosje (Epilobium angustifolium), in het Noors geitrams, was sinds 20 juni 1991 een van de symbolen van Hedmark. Het is een gewone bloem in geheel Noorwegen, maar is zeer karakteristiek voor de vlakke gebieden en bossen in het oosten van het land. Er is geen historische achtergrond hiervoor, anders dat in 1987 professor Olav Gjærevoll (toenmalig leider van de Noorse Botanische Vereniging) initiatief nam om dit te reguleren voor alle provincies. Over het algemeen werden er bloemen/planten gekozen die typisch (of uniek) zijn voor hun provincie.